# Bébés à gogo
Pour plus de détails, voir Fiche technique et Distribution.
Bébés à gogo est un film français réalisé par Paul Mesnier en 1955 et sorti en 1956.

## Synopsis
Stéphane Petitbourgeois, chef comptable dans un grand magasin, et son épouse Isabelle hébergent dans leur appartement une famille nombreuse : leur fille Pat, son époux, Hubert, et les neuf enfants de ces derniers, en dix ans de mariage. Stéphane apprend qu'un prix sera décerné au plus jeune grand-père ayant douze petits-enfants. Sa fille met au monde des triplés, et Stéphane peut toucher ses millions.

## Fiche technique
- Réalisation : Paul Mesnier, assisté de Pierre Nicolier
- Scénario : d'après la pièce de Marcel Franck Isabelle et le pélican
- Adaptation : Paul Mesnier, Marcel Franck
- Dialogues : Marcel Franck
- Décors : Jean Douarinou
- Musique : Louis Gasté
- Photographie : Victor Arménise
- Opérateur : Robert Schneider, assisté de Pierre Clément
- Montage : Raymond Leboursier, assisté de Bernard Lefèvre
- Son : René Longuet
- Maquillage : Serge Groffe, Charles Koubesserian
- Photographe de plateau : Henri Caruel
- Script-girl : Claude Vériat - Trucages : LAX
- Régisseur général : Fred Genty
- Régisseur ensemblier : Pierre Vouillon
- Tirage : Laboratoire Franay - L.T.C Saint-Cloud
- Enregistrement Omnium sonore, procédé Euphonic
- Chef de production : Paul Mesnier
- Directeur de production : Robert Florat
- Attaché à la production : Guy Plazanet
- Secrétaire de production : Gisèle Pellet-Collet
- Production : Taurus Films (France)
- Distribution : Les Films Corona
- Pays :  France
- Format :  Noir et blanc - 1,37:1 - 35 mm - Son mono
- Durée : 86 minutes
- Genre : Comédie
- Date de sortie :  
  - France - 8 juin 1956
- Visa d'exploitation : 17805

## Distribution
- Louis de Funès : M. Célestin Ratier, représentant des industries de l'enfance
- Jane Sourza : Isabelle Petitbourgeois, la femme
- Raymond Souplex : Stéphane Petitbourgeois, le mari expert-comptable
- Jean Carmet : Hubert, le mari de Pat
- Andréa Parisy : Pat, la fille d'Isabelle et Stéphane
- Andrée Servilange : Geneviève, dite Mademoiselle, la nurse
- Marthe Alycia : Daphné, la mère d'Hubert
- Arlette Massart : Jeannette, la bonne
- Florence Blot : l'employée de l'état civil à la mairie
- Saint-Granier : lui-même, en présentateur
- Valérie Vivin
- Pierre Vernet
- Max Desrau
- Max Revol
- Cécile Eddy
- Bernard Revon

## Autour du film
Certaines scènes ont été réalisées avec la complaisance du journal Votre Enfant, des firmes Baby Star, Véga et Prénatal, du Salon de l'enfance et de la direction du Jardin d'acclimatation de Paris.